# Fruits Basket: Prelude
Fruits Basket: Prelude (フルーツバスケット－prelude－?, Furūtsu Basuketto－Pureryūdo－) è un film d'animazione giapponese del 2022 diretto da Yoshihide Ibata.
Il film è tratto dal manga Fruits Basket di Natsuki Takaya ed è stato prodotto dopo la conclusione del secondo adattamento anime per la televisione. La trama è incentrata sulle vicende del passato di Kyoko e Katsuya, genitori della protagonista Tohru, le quali non erano state inserite nella narrazione della serie animata.

## Trama
Tohru confessa a Kyo di essersi innamorata di lui, ma il ragazzo la respinge per via di un fatto increscioso che gli accadde in passato: egli conosceva la madre di Tohru fin da piccolo ed evitò di salvarla da un incidente stradale per proteggere la sua identità. Malgrado questo, Tohru non prova odio per Kyo e sente di dover biasimare sua madre per non averlo perdonato. Dopo varie vicissitudini, Kyo accetta di essere amato e apre il suo cuore ai sentimenti di Tohru.
Kyoko Katsunuma da giovane frequentava brutte compagnie ed era in cattivi rapporti con la sua famiglia. Un giorno a scuola conobbe Katsuya Honda, un professore tirocinante che riuscì ad accettare l’indole irrefrenabile di Kyoko. Entrambi si sentivano attratti a vicenda e continuarono a frequentarsi anche dopo il termine del tirocinio di Katsuya. A causa di questo, Kyoko venne ferita dalla sua banda che aveva trascurato e fu diseredata dai suoi genitori, in quel momento però ci fu Katsuya a tenderle la mano e le chiese di sposarla.
Dopo il matrimonio, Kyoko e Katsuya diedero alla luce una bambina di nome Tohru (透? lett. "Spezia segreta"). Alcuni anni dopo Katsuya morì di malattia e Kyoko, rimasta completamente sola al mondo, cadde in depressione. In quel periodo si dimenticò completamente dell’esistenza di Tohru, ma quando rinsavì ricominciò una nuova vita, non per se stessa ma pensando al bene delle persone che le stavano attorno. Tohru e Kyo ora vivono insieme e sono felici.

## Produzione
Dopo la conclusione della seconda serie animata, il 28 giugno 2021 lo staff di produzione ha annunciato l'uscita di un nuovo anime per il 2022, che avrebbe adattato le vicende del manga su Kyoko e Katsuya non inserite nella serie. L'anime fu annunciato con il titolo provvisorio Kyо̄ko to Katsuya no monogatari (今日子と勝也の物語? lett. "La storia di Kyoko e Katsuya") e senza specificarne il formato.
Il film è stato prodotto dalla TMS Entertainment, lo stesso studio d'animazione che ha realizzato la seconda serie animata. La trama include anche un riassunto degli ultimi eventi della serie e alcune scene inedite scritte appositamente dall'autrice del manga. Anche i doppiatori dei personaggi vengono ripresi dalla serie, mentre la parte di Katsuya Honda (personaggio apparso solo limitatamente nella serie anime) è stata affidata a Yoshimasa Hosoya.
Il tema portante del film, Niji to kaito (虹とカイト? lett. "L'arcobaleno e l'aquilone") è stato interpretato da Trio Ōhashi.

## Distribuzione
Il film è uscito nelle sale cinematografiche giapponesi il 18 febbraio 2022 incassando 130 milioni di yen (equivalenti a 1 milione di euro) in 18 giorni di proiezione, per un totale di 74 000 biglietti venduti.
Per la distribuzione internazionale i diritti sono stati acquistati da Crunchyroll, che ha proiettato il film – sia sottotitolato che doppiato in lingua inglese – negli Stati Uniti, in Canada e nel Regno Unito. Crunchyroll ha poi pubblicato il film sul suo portale streaming il 6 ottobre 2022 con il doppiaggio inglese e i sottotitoli in diverse lingue, tra cui quella italiana.